# Oxytropis aucheri
Oxytropis aucheri är en ärtväxtart som beskrevs av Pierre Edmond Boissier. Oxytropis aucheri ingår i släktet klovedlar, och familjen ärtväxter. Inga underarter finns listade i Catalogue of Life.